# Francesco Camusso
Francesco Camusso (Cumiana, 9 marzo 1908 – Torino, 23 giugno 1995) è stato un ciclista su strada italiano.
Scalatore, professionista dal 1929 al 1938, vinse il Giro d'Italia 1931.

## Carriera
Al suo secondo anno tra i professionisti vinse il Giro d'Italia, in cui conquistò la maglia rosa nella penultima tappa che andava da Cuneo a Torino e prevedeva l'ostica scalata al Sestriere. Spinto dal risultato ottenuto, l'anno seguente si schierò al via del Tour de France, dove vinse la decima frazione, da Cannes a Nizza, ma nulla poté contro lo strapotere del francese André Leducq, che bissò così il successo del 1930. Camusso riuscì comunque a chiudere il Tour sul podio, al terzo posto.
Il Giro d'Italia lo rivide protagonista nel 1934, quando vinse la prima tappa da Milano a Torino ed ingaggiò un serrato duello con Learco Guerra, ma alla fine il mantovano riuscì a spuntarla per soli 51 secondi, con Camusso secondo nella classifica generale. Nello stesso anno al Giro di Svizzera vinse una tappa e la prima classifica per gli scalatori.
Al Tour de France fu ancora protagonista nel 1935, quando vinse la settima frazione, ma fu poi costretto al ritiro in un momento in cui si stava comportando molto bene; nel 1937 vinse la prima semitappa della tredicesima frazione e si piazzò quarto nella classifica finale a neanche un minuto dal podio e a quasi 27 minuti dal vincitore Roger Lapébie.
Nelle corse di un giorno, invece, non riuscì ad ottenere grandi risultati (i più importanti furono il secondo posto alla Tre Valli Varesine 1931 e il terzo posto alla Milano-Sanremo 1934), proprio a causa delle sue caratteristiche: essendo uno scalatore, difettava nello spunto veloce. Vine comunque il Grand Prix de Nice e la Nice-Mont Agel (in salita).
Una volta conclusa la carriera ciclistica, si dedicò all'attività di commerciante di articoli sportivi a Torino. Morì nel 1995; la sua tomba si trova nel Cimitero monumentale di Torino.

## Palmarès
- 1931 (Gloria, tre vittorie)

11ª tappa Giro d'Italia (Cuneo > Torino)
Classifica generale Giro d'Italia
4ª tappa Giro di Campania (Salerno > Napoli)
- 1932 (Gloria, una vittoria)

10ª tappa Tour de France (Cannes > Nizza)
- 1933 (Gloria, una vittoria)

6ª tappa Parigi-Nizza (Cannes > Nizza)
- 1934 (Gloria, due vittorie)

6ª tappa Giro di Svizzera (Davos > Lugano, con la Naz. italiana)
1ª tappa Giro d'Italia (Milano > Torino)
- 1935 (Legnano, una vittoria)

7ª tappa Tour de France (Aix-les-Bains > Grenoble, con la Naz. italiana)
- 1937 (S.C. Vigor/Il Bertoldo, due vittorie)

Grand Prix de Nice
13ª tappa, 1ª semitappa Tour de France (Montpellier > Narbonne, con la Naz. italiana)
- 1938 (Gloria, una vittoria)

Nice-Mont Agel

### Altri successi
- 1934 (Gloria)

Classifica scalatori Giro di Svizzera (con la Naz. italiana)

## Piazzamenti

### Grandi Giri
- Giro d'Italia

1930: ritirato (15ª tappa)
1931: vincitore
1932: ritirato (7ª tappa)
1933: ritirato (2ª tappa)
1934: 2º
1935: ritirato (17ª tappa)
1936: 36º
1937: ritirato (3ª tappa)
1938: ritirato (18ª tappa)
- Tour de France

1931: ritirato (non partito 10ª tappa)
1932: 3º
1933: ritirato (11ª tappa)
1935: ritirato (15ª tappa)
1937: 4º

### Classiche monumento
- Milano-Sanremo

1930: 19º
1931: 30º
1934: 3º
1938: 48º
- Giro di Lombardia

1929: 32º
1934: 6º
1935: 7º
1936: 6º